# Белленбаум, Патрик
Патрик Белленбаум (нем. Patrick Bellenbaum; род. 28 апреля 1974, Оберхаузен, Северный Рейн-Вестфалия) — немецкий хоккеист на траве, полевой игрок. Участник летних Олимпийских игр 1996 года, чемпион Европы 1995 года.

## Биография
Патрик Белленбаум родился 28 апреля 1974 года в западногерманском городе Оберхаузен.
Окончил среднюю школу, затем изучал математику в университете в Эссене.
С шести лет занимался хоккеем на траве в клубе «Уленхорст» из Мюльхайм-ан-дер-Рура, за который затем выступал. В его состав пять раз выигрывал Кубок европейских чемпионов.
В 1993 году завоевал золотую медаль юниорского чемпионата мира.
В 1995 году в составе сборной Германии стал победителем чемпионата Европы в Дублине.
В 1996 году вошёл в состав сборной Германии по хоккею на траве на летних Олимпийских играх в Атланте, занявшей 4-е место. Играл в поле, провёл 7 матчей, забил 1 мяч в ворота сборной Аргентины.
В 1992—1999 годах провёл за сборную Германии 135 матчей, все - на открытых полях.

## Семья
Отец — Бернд, налоговый консультант.
Мать — Урсула, натуропат.
Жена — Сюзанна Мюллер (Белленбаум; род. 1972), игрок женской сборной Германии по хоккею на траве. Серебряный призёр летних Олимпийских игр 1992 года.